# Prinsaartsbisdom Salzburg
Het prinsaartsbisdom Salzburg (Duits: Fürsterzbistum Salzburg) was van 1328 tot 1803 het gebied waarover de aartsbisschoppen van Salzburg de wereldlijke macht bezaten. Het behoorde tot de Beierse Kreits binnen het Heilige Roomse Rijk.
Het grondgebied van het prinsaartsbisdom besloeg grofweg dat van de huidige Oostenrijkse deelstaat Salzburg.
Aartsbisschop Eberhard II, graaf van Regensberg (1200-1246) is de eigenlijke stichter van het land Salzburg. Hij verwierf de grafelijke rechten in de Pinzgau, de Lungau en de Pongau. Zijn opvolgers lukte het echter niet om in de bezittingen van Salzburg in de Chiemgau en de Isengau de landshoogheid te verwerven.
In het tweede Erhardinger Verdrag tussen Beieren en Salzburg van 1275 trok zich het aartssticht definitief terug tot het voorland van de Salzach rond Tittmoning, Waging en Laufen. Daarnaast was er de exclave Mühldorf am Inn.
Koning Rudolf verleende het aartssticht in 1278 het halsgerecht en bevestigde daarmee formeel de ontwikkelingen sinds 1200. In 1279 verkochten de hertogen van Neder-Beieren het gerecht Gastein, waardoor het gebied afgerond kon worden.
In de volgende jaren werd Salzburg een soort bufferstaat tussen Beieren en Oostenrijk. De huizen Wittelsbach en Habsburg probeerden steeds weer invloed uit te oefenen op de verkiezingen van de aartsbisschop. Sinds aartsbisschop Paris Lodron had Oostenrijk de overhand.
In 1611 was er tussen het prinsaartsbisdom Salzburg en het hertogdom Beieren een conflict, dat de Zoutoorlog wordt genoemd.
In de Reichsdeputationshauptschluss van 25 februari 1803 werd in paragraaf 1 het prinsaartsbisdom Salzburg samen met de proosdij Berchtesgaden en het op de andere oever van de Inz en de Ill gelegen deel van het bisdom Passau geseculariseerd ten behoeve van de voormalige groothertog van Toscane, Ferdinand III. Daarnaast kreeg de groothertog het geseculariseerde prinsbisdom Eichstätt. In paragraaf 31 werd geregeld dat de groothertog de keurvorstelijke waardigheid ontving. Deze gebieden werden verenigd tot het keurvorstendom Salzburg.

## Lijst van regenten
| regerend  | naam                                             | geboren    | overleden  | opmerkingen                   |
| --------- | ------------------------------------------------ | ---------- | ---------- | ----------------------------- |
| 1482-1489 | Jan III Beckenschlager                           |            | 15-12-1489 |                               |
| 1489-1494 | Frederik IV, graaf van Schauenburg               |            | 4-10-1494  |                               |
| 1494-1495 | Sigmund van Holneck                              |            | 3-7-1495   |                               |
| 1495-1519 | Leonard van Keutschach                           |            | 8-6-1519   |                               |
| 1519-1540 | Mattheus Lange von Wellenburg                    |            | 30-3-1540  | 1511 kardinaal                |
| 1540-1554 | Ernst van Beieren                                | 13-6-1500  | 7-12-1560  | 1517-1540 bisschop van Passau |
| 1554-1560 | Michael van Küenburg                             | 10-10-1514 | 17-11-1560 |                               |
| 1560-1586 | Jan Jacob Khün von Velasy                        |            | 4-5-1586   |                               |
| 1586-1587 | Georg van Küenburg                               |            | 25-1-1587  |                               |
| 1587-1612 | Wolfgang Dirk van Raitenau                       |            | 10-1-1617  |                               |
| 1612-1619 | Marcus Sittich, graaf van Hohenems               |            | 9-10-1619  |                               |
| 1619-1653 | Paris, graaf van Lodron                          |            | 15-12-1653 |                               |
| 1654-1668 | Godebald, graaf van Thun                         |            | 1-6-1668   |                               |
| 1668-1687 | Maximiliaan Gandolf, graaf van Küenburg          |            | 3-5-1687   |                               |
| 1687-1709 | Jan Ernst, graaf van Thun                        |            | 20-4-1709  |                               |
| 1709-1727 | Frans Anton, vorst van Harrach                   |            | 18-7-1727  |                               |
| 1727-1744 | Leopold, graaf van Firmian                       |            | 22-10-1744 |                               |
| 1745-1747 | Jacob Ernst, graaf van Liechtenstein-Castelcorno |            | 12-6-1747  |                               |
| 1747-1753 | Andreas, graaf van Dietrichstein                 |            | 6-1-1753   |                               |
| 1753-1771 | Sigmund III, graaf van Schrattenbach             |            | 16-12-1771 |                               |
| 1772-1803 | Hieronymus, graaf van Collerodo                  |            | 21-12-1812 |                               |